# Исчезновение трупа
«Исчезновение трупа» (иное название «Труп пропадает») — американский готический фильм ужасов 1942 года режиссёра Уолтера Фокса. Лента находится в общественном достоянии в США.

## Сюжет
В ходе свадебной церемонии невеста внезапно теряет сознание и, как оказывается, навсегда. Вскоре за её телом приезжают люди из морга, которые, как выяснится впоследствии, являлись подставными. Вскоре выясняется, что в недалёком прошлом место имели уже три подобных похищения тел невест во время свадьбы. В это время мать Элис — девушки, готовящейся также выйти замуж, не на шутку беспокоится о подобных обстоятельствах. Элис же чувствует себя вполне здоровой и не обращает внимания на ходящие вокруг слухи о похищениях. Однако, когда невеста получает принесённую кем-то орхидею, её здоровье резко изменяется, и она также как и прошлые жертвы умирает. На этот же раз тело умершей везут в морг под охраной полицейских, но и это не спасает тело девушки от исчезновения.
За расследование дела об исчезновениях берётся репортёр Патрисия Хантер, которая обнаруживает между всеми невестами определённое сходство — все они до своей смерти на груди носили редкий вид орхидеи. Патрисия по этому следу выходит на доктора Лоренца, который, по результатам её расследования, использует тела юных девушек для того, чтобы поддерживать красоту своей супруги — графини Лоренц.

## В ролях
- Джоан Барклай — Элис
- Луана Уолтерс — Патрисия Хантер
- Бела Лугоши — доктор Лоренц
- Элизабет Расселл — графиня Лоренц
- Тристрам Коффин — доктор Фостер
- Минерва Урекал — Фага
- Анджело Росситто — Тоби, сын Фаги
- Фрэнк Моран — Энджел, сын Фаги
- Джордж Элдрич — Майк
- Кеннет Харлан — Кинан, газетный издатель и шеф Патрисии
- Винс Барнетт — Сэнди, фотограф, коллега Патрисии